# Belita Palma
Isabel Salomé Benedito de Palma, más conocida como Belita Palma (Luanda, 15 de octubre de 1932-1988), fue una cantante angoleña, considerada un hito en la cultura popular angoleña. Con Lourdes Van-Dúnem, se las consideran precursoras en el arte anticolonialista angoleño, especialmente en su participación en N'gola Ritmos, del cual fue vocalista.

## Biografía
Nació en Luanda, hija de Rosa da Silva Guimarães Palma y Domingos Benedito Palma. Tenía nueve hermanos. Su padre era músico y vivía con importantes músicos de Luanda, especialmente Liceu Vieira Dias. En ese contexto, Belita Palma y su hermana, Rosita Palma, comenzaron a componer y cantar, iniciando la producción de clásicos de la música popular angoleña, como «Nguxi», «Apolo 12», «Manazinha» y «Susana».
Su voz fue considerada «emblemática», lo que, tras su participación en N'gola Ritmos, la llevó a emprender una carrera como solista.[cita requerida]

## Premios y reconocimientos
- 2007 Por su importancia musical, fue reconocida póstumamente por la Rádio Nacional de Angola (RNA).[3]

- 2009 Homenajeada durante el Premio Nacional de la Cultura y las Artes.[3]